# Засоби масової інформації Росії
ЗМІ Російської Федерації є важливою частиною як економіки, так і політичної пропагандистської системи, а сама медіасистема радше авторитарного, ніж ліберального типу. Також ЗМІ РФ різноманітні, в країні зареєстровано майже 100 000 офіційно зареєстрованих діючих засобів масової іноформації, що ведуть трансляції 102 мовами, при цьому більшість з них належать або державі, або великим корпораціям (як правило — російським). Відсоткове співвідношення різних типів ЗМІ виглядає приблизно так:
- Журнали — 37 %
- Газети — 28 %
- Інтернет ЗМІ — 11 %
- Телебачення — 10 %
- Радіомовлення — 7 %
- Продукція інформаційних агентств — 2 %

Усі ЗМІ для легалізації своєї роботи повинні отримати відповідні ліцензії та бути зареєстрованими в Федеральній службі з нагляду у сфері зв'язку, інформаційних технологій і масових комунікацій. 63 % ЗМІ мають право розповсюджувати інформацію на усій території РФ, 35 % закордоном і 15 % в країнах СНД.

## Друковані видання

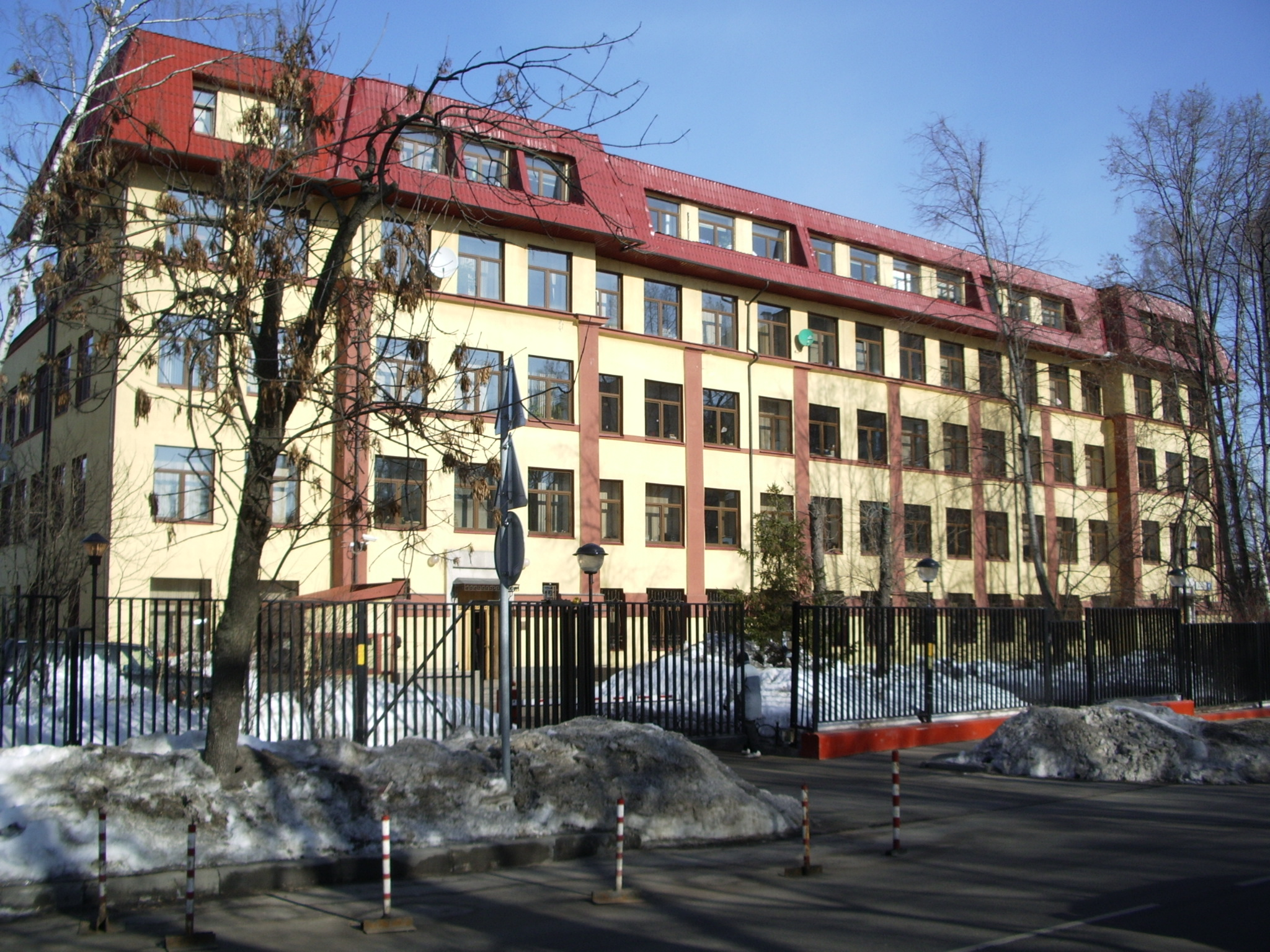
Штаб-квартира видання «Коммерсантъ»

Друкована публіцистика є найпоширенішим засобом масової інформації РФ. Зараз в країні зареєстровано близько 30, 000 газет та журналів, хоча у постійному обігу перебувають не більше 15, 000. Тенденція показує, що з кожним роком кількість осіб, що читають друковану публіцистику зменшується: якщо в 1990 році газети та журнали не читали 4 % осіб, то в 2009 їх кількість зросла до 30 %. Основною проблемою, що спричиняє непопулярність друкованих ЗМІ РФ є їхня незалежність, але не від державного втручання, а від думки читачів, оскільки видання абсолютно не реагують на листи, скарг та зауваження читачів, не підтримують зв'язку з ними та не сприймають оцінок читачами їх видань. Найпоширенішими є:
- Комсомольськая правда — російська суспільно-політична газета, що була створена ще за радянських часів. Сайт газети було створено в 1998 році, а однойменна радіостанція почала трансляцію в 2009 році. Газета виходить 6 разів на тиждень, а що п'ятниці виходить варіант газети «Товстунка», що є більшим за обсягом і має більшу популярність (3 млн проти 0,7 млн щоденних газет).
- Коммерсантъ (Коммерсант-Daily) — ще одна щоденна російська суспільно-політична газета, що за відгуками є чи не найліберальнішою з існуючих друкованих ЗМІ РФ. Публікує інформацію також в мережі на своєму сайті, що є навіть популярнішим ніж друковане видання.
- Известия — щоденна газета, що висвітлює питання політики, бізнесу, економіки, спорту та культури. Виходить в друкованому та електронному варіантах з понеділка по п'ятницю та має спеціальний випуск «Тиждень» і п'ятничний «Тиждень-Петербург». Була обрана The New York Times як партнер для видання в РФ програми «The New York Times in Известия»
- Независимая газета[ru] — перша щоденна незалежна газета, заснована на просторах пострадянської Росії. Газета випускає 9 тематичних додатків, що стосуються таких сфер: література, міжнародні відносини, військова справа, релігія, наука, тощо. Газету часто звинувачували у публікації статей на замовлення. Подібна тенденція розпочалась після придбання газети медіахолдингом Бориса Березовського.
- Аргументы и Факты — найбільша суспільно-політична газета, що має тираж більше 1 млн газет і ввійшла до Книги рекордів Гіннеса за найбільший тираж в історії людства. Також видає різноманітні тематичні публікації, такі як «АіФ про кухню», «АіФ. Здоров'я», тощо. Має власний благодійний фонд «АіФ. Добре серце». Належить московській мерії і часто звинувачується у пропагандизмі.

## Телебачення

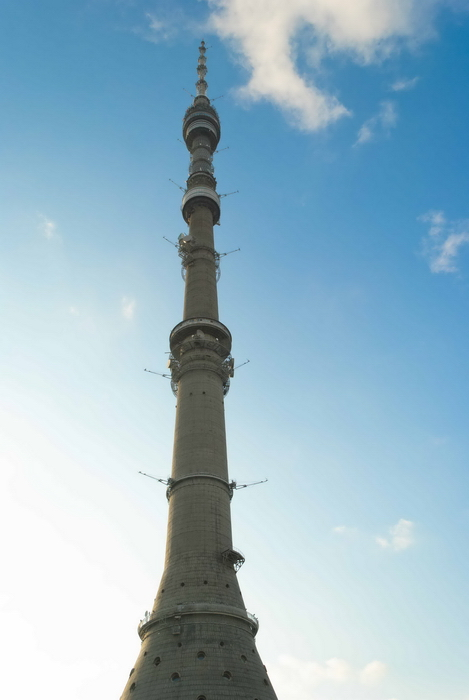
Останкінська вежа — головна телевежа країни.

Наразі в РФ ведуть трансляцію 16 загальноросійських, близько 120 супутникових та кабельних телеканалів, 7 телеканалів, що ведуть трансляцію закордоном, близько 180 регіональних телеканалів та 30 телеканалів малих міст та сіл. Загальна кількість телеканалів РФ — близько 330. Одними з найпопулярніших телеканалів є:
- Перший канал — позиціонується як головний телеканал федерації. Канал також веде трансляцію за межами держави («Первый канал. Всемирная сеть[ru]»). З 2008 року має власну інтернет-трансляцію, та доступний для всіх видів телебачення та має чотири часових дублі для ведення передачі в різних частинах країни. З 2012 року доступний в форматі HD. Основними конкурентами телеканалу є Росія-1 і НТВ.
- Росія-1 — обов'язковий загальноросійський державний телеканал. Є основним телеканалом Всеросійської державної телевізійної і радіомовної компанії (ВДТРК). Має ефірні вікна для усіх регіональних філіалів ВДТРК в яких транслюють місцеві блоки новин «Вести-Местное время» і програми власного виробництва «Россия- Местное время». Аудиторія телеканалу перевищує 120 млн осіб, а потенційна аудиторія складає 98,5 % населення федерації. Транслюється закордоном телеканалом «РТР-Планета» на країни СНД, Західну Європу, Близький Схід та США
- НТВ — загальноросійський телеканал що веде мовлення з 1993 року. Також має дублі для супутникового мовлення в різних регіонах РФ. Веде мовлення закордоном через телеканали RTVi, НТВ Мир та його версії для Канади, США та Білорусі. Усі закордонні версії ліцензійно очищені від пропаганди та дезінформації, через яку часто звинувачували телеканал. Інформація на кожному телеканалі відрізняється і відповідно підготована для кожної держави окремо. Внаслідок використання пропаганди та дезінформації втрачає свої позиції.
- MTV Россия — російський музично-розважальний телеканал, що розпочав ефірне мовлення в 1998 році а з 2013 року став платним. MTV Россия належить Viacom, американському медійному конгломерату. Канал транслює переважно музичні кліпи, прямі трансляції виступів та нагородження премій, серіали та передачі переважно виробництва Viacom (Paramount Channel, Nickelodeon, тощо).
- ТНТ — російський розважальний федеральний телеканал, що входить до п'ятірки найпопулярніших телеканалів РФ. Цільовою аудиторією каналу є особи від 14 до 44 років, а основу контенту складають телешоу та комедійні серіали. Власником ТНТ є Газпром-Медіа Холдинг[ru]. Уся продукція, що транслюється на каналі є власністю телеканалу виготовленою двома найбільшими продюсерськими компаніями країни — Comedy Club Production і Good Story Media[ru].

## Радіомовлення

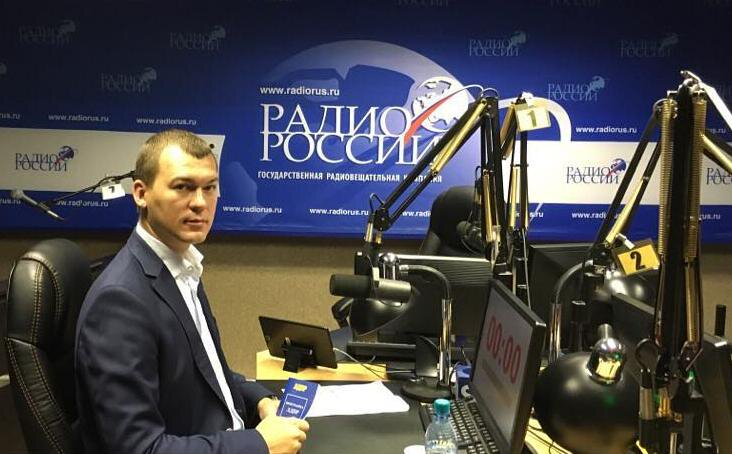
Депутат держдуми РФ Михайло Дегтярьов в студії Радио России

Радіомовлення РФ ділять на дві категорії — державне та комерційне. Державне радіомовлення знаходиться у власності ВДТРК і складається з двох радіостанцій: «Радіо Росії» і «Маяк». Комерційними радіостанціями є «Европа Плюс», «Русское Радио» та ін. Найбільшим радіохолдингом є «Европейская медиагруппа». Найпопулярнішими радіостанціями є:
- Русское Радио — комерційна радіостанція, що веде трансляції по всій території РФ і закордоном (в Литві, Латвії, країнах СНД, та ін.). Радіостанція транслює виключно російськомовні пісні або такі, де російськомовні слова займають не менше 50 % тексту. Основні програми мають інформаційний або розважальний характер. З 2011 року веде супутникове мовлення.
- Европа Плюс — недержавна комерційна радіостанція, що веде мовлення в форматі CHR[en] з 1990 року. Веде мовлення також через супутники та в країнах СНД та Латвії. Є лідером серед радіостанцій РФ. Цільовою аудиторією є особи від 18 до 35 років. Програми трансляції мають інформаційний, здебільшого розважальний характер. Европа Плюс щороку організовує танцювальний марафон Europa Plus LIVE[ru], загальне число глядачів якого становить не менше 1,5 млн осіб.
- Радіо Росії — державна радіостанція, що входить до ВДТРК. На сайті компанії стверджують, що Радио России транслює всі види радіопрограм: інформаційні, суспільно-політичні, музичні, літературно-драматичні, науково-пізнавальні і дитячі. Всього в ефір виходять 174 передачі. Часто опиняється об'єктом критики через рекламу медичних препаратів та приборів сумнівної якості та послуг екстрасенсів.

## Соціальні мережі

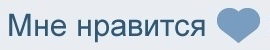
Логотип кнопки «Мне нравится» від соціальної мережі «ВКонтакте»

Інформаційна система РФ відрізняється від західноєвропейської і в плані соціальних мереж. Рейтинг популярності соціальних мереж та сервісів інтернет-зв'язку виглядає приблизно так:
1. Вконтакте (39 %)
2. Одноклассники (32 %)
3. Facebook — за останні роки популярність та кількість користувачів в РФ значно зросла (24 %)
4. Skype
5. Google+ — постійно втрачає свої позиції, хоча в інших країнах світу взагалі не бере участі в рейтингах через низьку популярність.
6. Whatsapp (~15 %) — набирає популярності і уже обігнав Viber за кількістю користувачів в Росії.
7. Viber (~15 %)
8. Instagram — за останні кілька років випередив Twitter за кількістю користувачів як в РФ, так і у всьому світі.
9. Twitter
10. Facebook Messenger — незважаючи на порівняно короткий проміжок часу на ринку ввійшов до рейтингу в той же час, коли Facebook почав набирати популярність.[1]

Соціальні мережі є однією із інформаційних сфер, де вплив російської пропаганди хоч і присутній, але порівняно нижчий. Наприклад деякі блогери намагаючись боротись з дезінформацією створюють власні випуски новин (Sasha Sotnik). Крім того в соціальних мережах спілкування між представниками різних регіонів, професій та націй простіше, що дозволяє отримувати більш достовірну інформацію.
Розвинутий в країні також відеоблогінг, в основному завдяки сервісу YouTube. Найуспішнішими блогерами на території РФ є Іван Рудський (EeOneGuy), Юрій Янів (SlivkiShow), Максим Голополосов (+100500).

## Інформаційні агенства
- «Росбалт» — російське федеральне інформаційно-аналітичне агентство з головними офісами в Москві і Санкт-Петербурзі, представництвами в містах Росії і країнах ближнього зарубіжжя. Засновано в 2001 році. Директор — Наталія Черкесова (Чапліна), дружина Віктора Черкесова. В жовтні 2013 року Мосміськсуд визнав свідоцтво про реєстрацію ЗМІ інформагентства «Росбалт» недійсним. 19 березня 2014 року Верховний суд Росії скасував рішення Мосміськсуду про припинення діяльності «Росбалта». Форум Росбалта закритий з 1 лютого 2014 року адміністрацією агентства (замість цього відкрита стрічка коментарів новин, які будуть видалятися добу
- Федеральне агентство новин (РІА ФАН) — російське інформаційне агентство. Засноване 22 травня 2014 року в Санкт-Петербурзі.
- Інформаційне агентство Росії «ТАСС» (абревіатура назви: Телеграфне агентство Радянського Союзу) — центральне державне інформаційне агентство Росії.

## Школи журналістики
- Школа спортивної журналістики РУДН. Некомерційний проект, започаткований у 2010 році, відкритий для всіх бажаючих —хоча, в першу чергу, створювався для студентів філологічного факультету РУДН. На відміну від курсу журналістики, який слухають студенти в рамках університетської програми, школа націлена виключно на практику, і корисна тим, у кого вже є основи журналістської освіти. Творці курсу ведуть блог c інформацією про проект, викладають відео і стенограми минулих подій.
- Mediaшкола. Основний напрямок проекту Mediaшкола, створеного на базі видавничого дому «Аргументи і Факти», — мультимедійна журналістика. Курс базується на практичних завданнях і розрахований на тих, у кого вже є достатньо амбіцій для догляду у велику журналістику, але не вистачає досвіду і навичок. Організатори обіцяють залучати ресурси як самого видавничого дому «Аргументи і факти», так і його партнерів.
- Міжнародна школа мультимедійної журналістики. Спільний проект Вищої школи журналістики НДУ ВШЕ, а також інформаційних агентств РІА Новини і «Інтерфакс» стартував у 2008 році. Програма розрахована на активних людей різних професій, які бажають отримати нові знання у сфері інформаційної та мультимедійної журналістики. Унікальність методики викладання, на думку організаторів, полягає в тому, що крім теоретичної бази студенти навчаються працювати з інформацією безпосередньо на практиці у журналістському середовищі.
- Академія ділової журналістики газети «Ведомости». Курс розповідає про сучасній діловій журналістиці, ґрунтуючись на принципах і технологіях роботи газети «Ведомости». Програма, яка проводиться кілька разів в рік, хоч і є виключно комерційним заходом, але, тим не менш, пропонує починаючим практикувати професіоналам цінну можливість спілкування з більш досвідченими колегами.
- Факультет журналістики СПбДУ. Факультет журналістики СПбДУ і його інститут підвищення кваліфікації працівників ЗМІ проводять і довгострокові програми навчання, але звернути увагу насамперед стоїть на окремі лекції, семінари та конференції, які проводяться на базі факультету. Особливо цікавими виходять події, які проводяться спільно з порталом iUni.ru і Майстернями T&V — спільнотою авторських навчальних курсів про тексти і картинки: наприклад, лекція редактора журналу «Секрет фірми» і засновника «Медиапедии» Костянтина Бочарского або майстер-клас головного редактора інтернет-газети «Сіль» Івана Колпакова[4].

## Медійні спільноти та журналістські профспілки
Академія Російського телебачення (АРТ) — некомерційна організація, що об'єднує інтереси телемовників і телевиробників всієї країни була заснована в 1994 році як Російський Фонд розвитку телебачення за ініціативою провідних телекомпаній країни (ОРТ, ВГТРК, ТВ-6, НТВ і ряду інших), які об'єдналися для створення Академії Російського телебачення і премії «ТЕФІ» за найвищі досягнення в галузі телевізійних мистецтв.
З 2001 року Російський Фонд розвитку телебачення називається — Фонд «Академія Російського телебачення».
РАСО — Російська асоціація зі зв'язків із громадськістю.
СЖР — Союз журналістів Росії.
Санкт-Петербурзький творчий Союз журналістів — незалежна громадська організація, що об'єднує близько 2500 журналістів Санкт-Петербурга і Ленінградської області. Сьогодні це найбільша в регіоні і друга за чисельністю в Росії (після Москви) корпорація працівників ЗМІ.

## Проблеми зі свободою слова і цензурою
Організація «Репортери без кордонів» збирає і публікує щорічний рейтинг країн, заснований на проведенні оцінки організації своїх записів свободу преси. У 2016 році Росія зайняла 148 місце зі 179 країн світу, на шість позицій нижче аніж попереднього року. За її даними від 1992 по 2011 рік кількість журналістів, що стверджують про відсутність обмежень у своїй сфері скоротилось з 60 % до 14 %. Freedom House складає подібний рейтинг і помістила Росію на номер 176 з 197 країн для свободи преси за 2013 рік, поставивши його на рівні з Суданом і Ефіопією. За версією Комітету з захисту журналістів Росія була країною з 10-ю по величині кількістю вбитих журналістів, починаючи з 1992 року, 26 з них з початку 2000 року. Він також поставив Росію на 9 місце в світі за кількістю журналістів, убитих за повної безкарності.
Наступ на права ЗМІ прийнято пов'язувати з приходом до влади Володимира Путіна та популяризації ідеї «Великой России» за допомогою різних методів впливу. Серед таких методів опинився і перевірений за існування СРСР контроль ЗМІ.
В грудні 2014 року хакерами групи Shaltai Boltai було оприлюднено електронні листи, що підтверджують зв'язок між Тимуром Прокопенком (членом путінської адміністрації) та російських журналістів, що публікували підготовлені Кремлем статі під власними іменами.